# Geotargetowanie
Geotargetowanie – sposób docierania do grupy docelowej poprzez określanie obszaru przez nią zamieszkiwanego. Pozwala na precyzyjniejsze dopasowanie komunikatu do struktury danej społeczności. Często wykorzystywane w metodach takich jak direct mail. 